# Casa de l’Aigua metróállomás
Casa de l'Aigua egyike a Spanyolországban található barcelonai metró metróállomásainak.

## Metróvonalak
Az állomást az alábbi metróvonalak érintik:
- 11-es metróvonal

## Kapcsolódó állomások
Az állomáshoz az alábbi állomások vannak a legközelebb:
- Trinitat Nova (Trinitat Nova, 11-es metróvonal)
- Torre Baró-Vallbona (Can Cuiàs, 11-es metróvonal)